# Rebellie in de ruimte
Rebellie in de ruimte (Engels: Rogue Ship) is een sciencefictionroman uit 1965 van de Canadese schrijver A.E. van Vogt. Het boek is een "fixup" van twee korte verhalen: Opgegeven (The Expandables, 1963) en De laatste hoop (Rogue Ship (The Twisted Man), 1950).

## Verhaal
Het ruimteschip The Hope of Man is al twintig jaar op weg en heft nog negen jaar te gaan alvorens de planeet van bestemming Centaurus te bereiken. De mensen zijn ontevreden en er dreigt muiterij. Wanneer Centaurus onbewoonbaar blijkt, moeten ze weer tientallen jaren verder reizen. Onder bevel van kapitein Browne, een afstammeling van de oorspronkelijke eerste officier komen ze toe bij Alta III waar ze worden aangevallen door de bewoners zodat ze weer verder moeten reizen. Tijdens de verdere reis zijn er verschillende muiterijen en wisselende kapiteins tot de eigenaar van het ruimteschip, Avil Hewitt op het schip arriveert. Hij neemt het bevel over en navigeert hen naar bewoonbare planeten waar ze zich kunnen vestigen.